# 日本法歯科医学会
日本法歯科医学会（にほんほうしかいがっかい、Japanese Society of Forensic Dental Science;JSFDS）とは、法歯学を中心とした学問を取り扱う専門学術団体の一つである。

## 概要
2007年に設立された。会員数620名余(設立時)。2016年現在、理事長は都築民幸。

## 学術集会
- 年1回

## 本部事務局
- 〒143-8540 東京都大田区大森西5-21-16 東邦大学医学部法医学講座内

## 学会誌
- 『Forensic Dental Science』（日本法歯科医学会誌）年1回発刊 ISSN 1883-437X